# Digital lyd
Digital lyd anvender digitale signaler til lydreproduktion. Dette inkluderer Analog-til-digital-konvertering, digital-til-analog-konvertering, digitale lagringsmedier og digital overførsel.
Digital lyd kendes f.eks. fra CD-afspillere og MP3-afspillere. 

## Lydkompressionsformater
For at kunne gemme den digitale lyd på begrænset disk- eller flash-plads eller udsende den i fx en radiokanal, er der udviklet forskellige komprimeringstekniker, der tager udgangspunkt i lyds opbygning og i menneskets evne til at høre lyd.
Der er sket en stadig udvikling af disse tekniker og de nyere tekniker kan opnå samme lydkvalitet ved væsentligt lavere bit-rate. De ældre kodninger giver stærk forvrængning, når man forsøger at anvende en for lav bit-rate.
DAB anvender MP2 ( MPEG-1 level 2 lydkodning) og anvendes i radio/tv produktions/distributions-verdenen. 
En nyere kodning end MP2 er det kendte og udbredte MP3-format, der kan levere en bedre lyd ved lavere bit-rater end MP2 kodning kan.
En nyere lydkodning til lave bit-rater hedde AAC+ eller HE-AAC.
Med AAC+ kan man overføre samme lydkvalitet som MP2 med under 50% bit-rate. Det betyder at man i en MUX kan sende over dobbelt så mange radioprogrammer og dermed kan man mere end halvere omkostningen ved at sende hver radiokanal. 
Multikanal lyd, kræver stadig anvendelse af andre kodninger – f.eks. Digital Dolby – med bit-rater fra 448 kbps og opefter

En nyere digitale lydkomprimering, som ud over stereo og kan anvendes til flere kanaler, opnås med AAC+ Enhanced, HE-AACv2.